# 黑人优越主义
黑人优越主义是一个广义的种族主义意识形态，包含多个在不同程度上认为黑人比其他人种优越的团体，這種优越主义部分更帶有仇恨性質。

## 活跃的组织

### 伊斯兰国度
1930年代，激进宗教组织伊斯兰国度在美国底特律诞生。1960年代，著名黑人民权运动领导者马尔科姆·X曾担任该组织发言人。
伊斯兰国度的创始人华莱士·法特·穆罕默德（Wallace Fard Muhammad）和以利亚·穆罕默德宣扬最初的人类是生活在亚洲的黑人。6000年前，一个名叫雅各（Yakub）的黑人科学家“嫁接”出白种人。
伊斯兰国度早期的信条包括祭祀杀害和仪式谋杀。华莱士·法特·穆罕默德曾呼吁每个穆斯林都应该祭祀四个“白魔鬼”。

### NBPP
（New Black Panther Party for Self-Defense），缩写为NBPP，是美国德克萨斯州出现的黑人优越主义帮派。

### Nuwaubian Nation
，是1960年代兴起的黑人组织，结合了种族主义和新兴宗教。宣稱宣扬白色皮肤是来自麻风病和基因缺陷，實際上宣揚對白人的仇恨。
1960年代，Nuwaubian Nation運動逐漸脫離美國黑人穆斯林社群，柔和古埃及與美洲原住民主題，宣稱美洲原住民是失落的摩爾人，崇拜幽浮，並相信光明會及彼爾德伯格會議的陰謀論。

### Tribu Ka
2004年在法国兴起的带有伊斯兰教色彩的种族主义团体。因煽动种族主义，宣揚對白人的仇恨，2006年被法国内政部部长尼古拉·萨科齐勒令解散。主要参与者以其他的名字组织新团体，在2009年再次被法国当局解散。

### 其他组织

#### 雅威国度
黑人优越主义宗教团体，相信黑人是书写圣经的古代希伯来人后裔。创始人自称为“Yahweh ben Yahweh”，希伯来语意思是“上帝的儿子上帝”。在极盛期，该组织控制8百万美元的物产，在22个州有分会。
雅威国度的追随者们相信，黑人是唯一的“真犹太人”，而白种犹太人是撒旦的后裔。

#### EABIC
（；），是拉斯特法里运动的一个分支。運動參與者认为自己不是种族主义者，他们宣称，“黑”与“白”只是符号，白人也可以在道德上是黑人，即合乎义；黑人可以在道德上是白人，即邪恶。

## 理论
黑人优越主义大多认为，在过去某个失落的文明中，黑人曾经是世界霸主。一些人（如伊斯兰国度、黑人以色列）认为，黑人是某个宗教里“被选中”的人，因此具有优越地位。有些人（如Nuwaubians国度、伊斯兰国度）甚至以此为理由要求额外地面干预。在黑人学术界和一些黑人研究部门，两种研究趋势得到了单方面的肯定：黑色素理论和非洲中心论。

### 黑色素理论
一些黑人优越主义者用伪科学和扭曲的科学事实给予黑色素一些可疑的性质。这些理论被俗称为“黑色素理论”（Melanin Theory）。此类理论的中心思想是，皮肤里的黑色素含量可以增强智力、感情、心理和灵性感受。有些学术界的非洲裔美国人也受到这些理论影响。

## 非洲中心主义
非洲中心主义（afrocentrism）可以看做是非洲裔美国人对白人主导社会的反抗。这一理论试图最大程度地贬低欧洲文化对非洲人生活的影响，强调历史上独立的非洲文明，及其辉煌的科技成果。这一理论以撒哈拉以南的非洲为中心解释世界历史，并认为在此发生的伟大成就最终被阿拉伯人和白人摧毁。
伊斯蘭教派「摩爾人科學廟堂」（Moorish Temple of America ）認為美國黑人為當年征服過西班牙的非洲摩爾人的後代，祖先曾有過輝煌的文明，只不過後來被白人給毀了。
1930年，美國回教徒伊那傑·穆罕莫德在《給美國黑人的訊息》（The Message to Black Men in America）一書中表示黑人是上帝最早創造的人類，而白人們卻是魔鬼製造出來搗亂這個世界的壞傢伙。白人們因為有魔鬼的支持而得逞一時，壓迫世上的有色人種，但最後上帝終會出來幫助黑人把那些魔鬼徒孫的白人們消滅掉。